# 電気海月のインシデント
『電気海月のインシデント』（でんきくらげのインシデント）は、2019年に公開された日本映画。

## 概要
ハッカーを題材としている。制作にあたっては、実際のハッカーからヒアリングを実施している。また撮影は福岡市（主に中央区）でおこなわれている。
2019年5月10日に福岡県のイオンシネマ大野城で公開され、次いで5月24日から神奈川県のイオンシネマ港北ニュータウンで上映された。

## キャスト
- 冬吾 - 境啓汰
- ライチ - 愛佳
- 白鬼 - 久松悠気
- 菅嶋匠 - 町田悠宇

## スタッフ
- 監督・脚本 - 萱野孝幸
- プロデューサー - 近藤悟